# Xiphophorus milleri
Xiphophorus milleri, el pez ornitorrinco de Catemaco, es un pez poecílido endémico de la laguna de Catemaco de México y sus afluentes. Como tiene rasgos tanto de colas de espada como de los peces ornitorrinco, su descubrimiento confirmó que estos dos grupos deberían consolidarse en un solo género, Xiphophorus.

## Taxonomía
La especie recibió su nombre del ictiólogo estadounidense Robert Rush Miller, quien la recolectó junto con otras especies de Xiphophorus. Su descubrimiento permitió a los científicos concluir definitivamente que los peces ornitorrincos y los colas de espada deberían clasificarse en el mismo género, ya que combina rasgos que se pensaba que separaban a los ornitorrincos de los colas de espada en diferentes géneros. A saber, X. milleri se parece a los colas de espada en la forma del cuerpo, la pigmentación y la ecología, pero comparte las características sexuales secundarias, el polimorfismo pigmentario y la ausencia de una espada de los platíes.

## Descripción
Xiphophorus milleri es una especie de Xiphophorus de tamaño pequeño a mediano. Su cuerpo es esbelto. Casi la mitad de los especímenes tienen marcas de melanóforos de diferentes tamaños. Estos están dispuestos en uno de dos tipos de patrones: manchas oscuras irregulares en el cuerpo; y filas definidas de puntos en el costado. Existen tres patrones de cola: uno con una sola mancha pequeña (similar a los de X. variatus y X. maculatus), uno con una sola mancha grande (similar a la de algunos especímenes de X. variatus) y un patrón en forma de barra (similares a las de X. montezumae y X. pygmaeus). Los machos adultos tienen vientres de color amarillo anaranjado intenso.
Las hembras crecen hasta 4.5 centímetros (1,8 in) de longitud total, mientras que los machos alcanzan 2.54 cm (1 in). Los machos son alargados, mientras que las hembras parecen jorobadas y compactas.

## Distribución y hábitat
Xiphophorus milleri fue descubierto en un riachuelo empinado que desemboca en la laguna de Catemaco en México. Prefiere hábitats de aguas claras o blancas con escaso crecimiento de algas verdes en un sustrato principalmente de arena y limo con rocas ocasionales. X. helleri se encuentra en el mismo hábitat. Parece estar restringida al lago Catemaco y sus afluentes.

## Reproducción

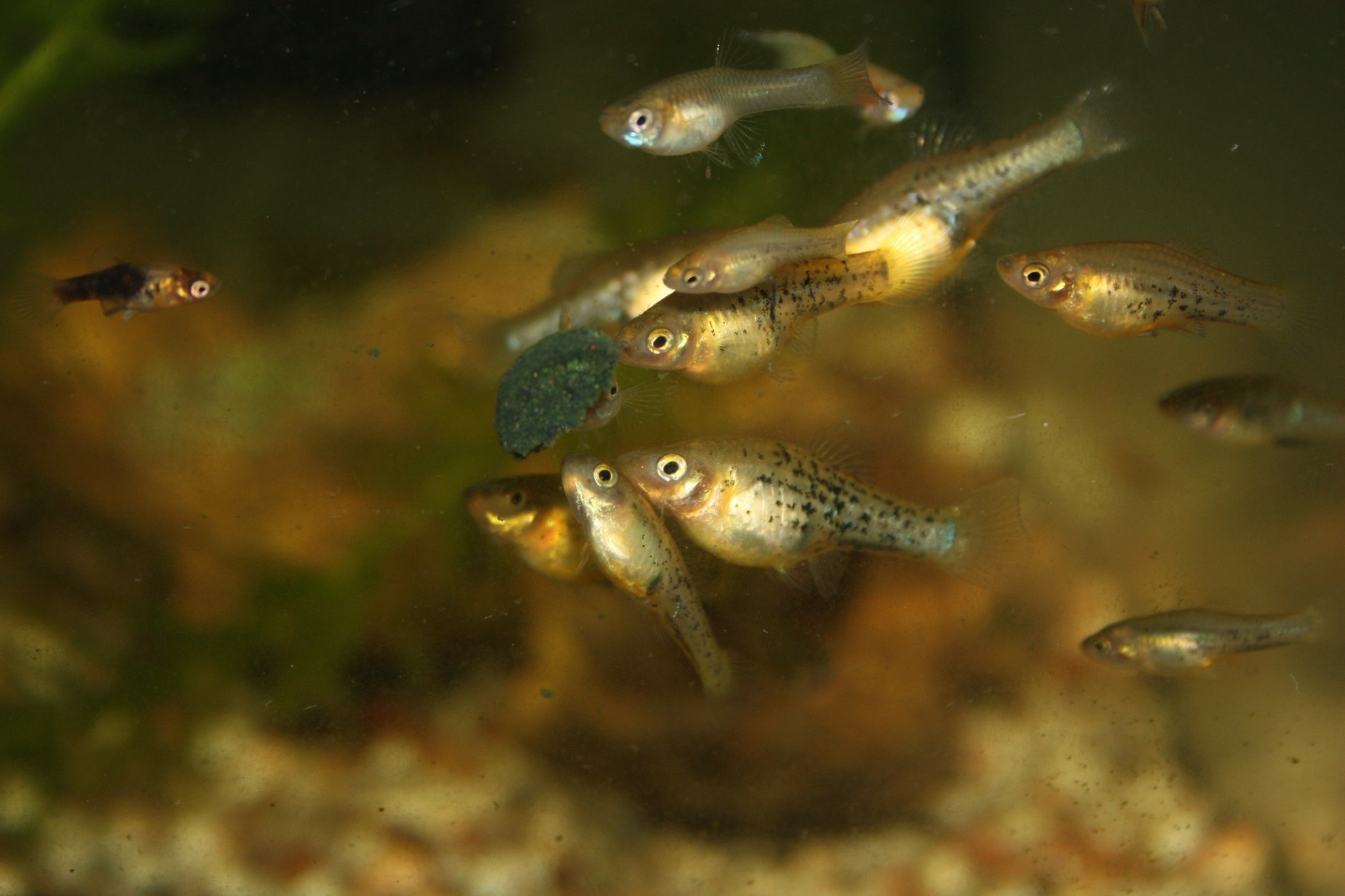
Un macho (izquierda) con varias hembras.

Xiphophorus milleri es un vivíparo de acuario; la hembra da a luz cada 24 a 28 días. El tamaño de cada cría normalmente oscila entre 15 y 50 alevines. El canibalismo filial es raro.